# Droga krajowa nr 86 (Węgry)

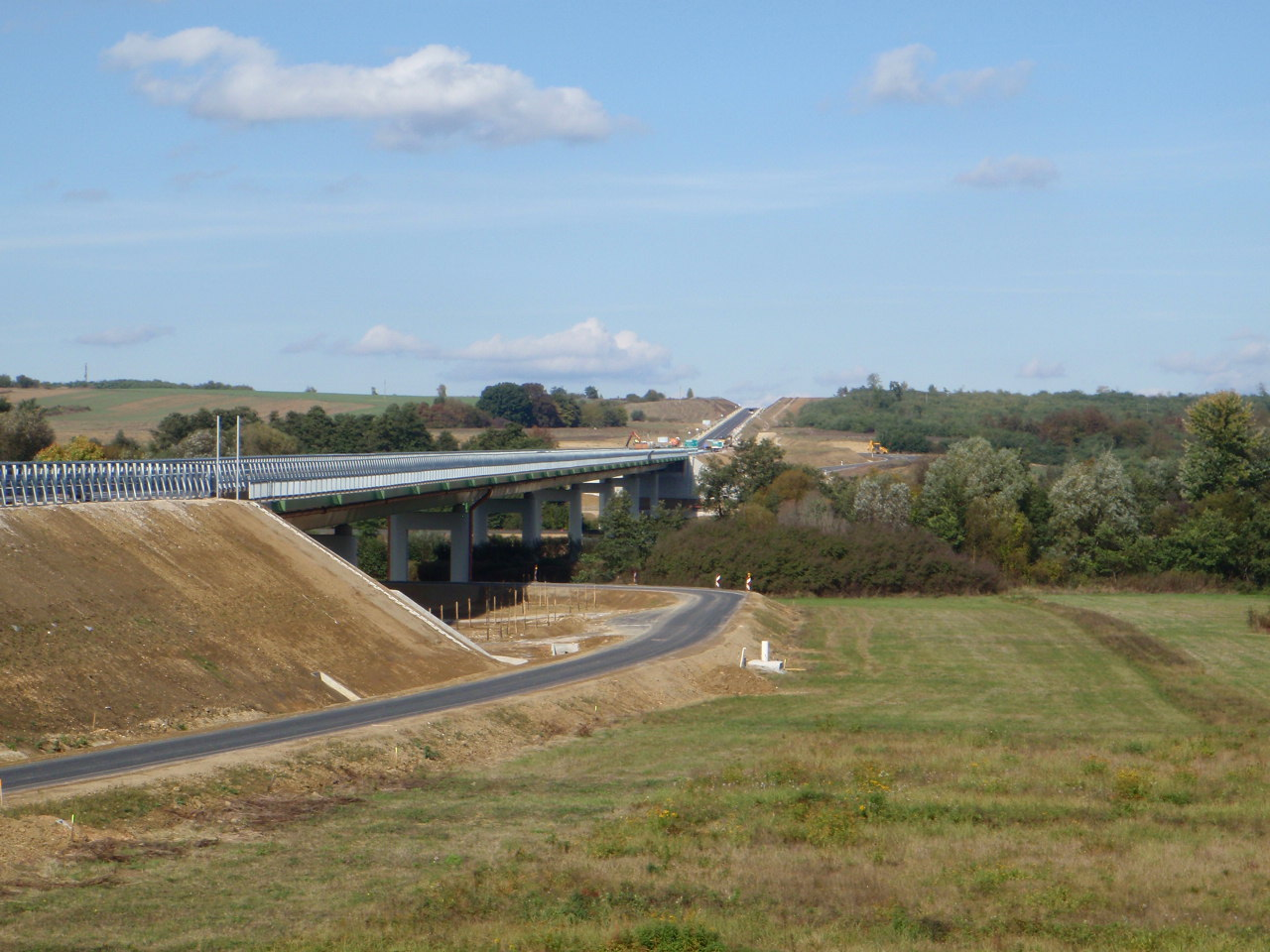
Wiadukt otwarty Zalalövő

Droga krajowa nr 86 (węg. 86-os főút) – droga krajowa w komitatach Győr-Moson-Sopron, Vas i Zala w zachodnich Węgrzech. Długość - 192 km.